# 烏涅特

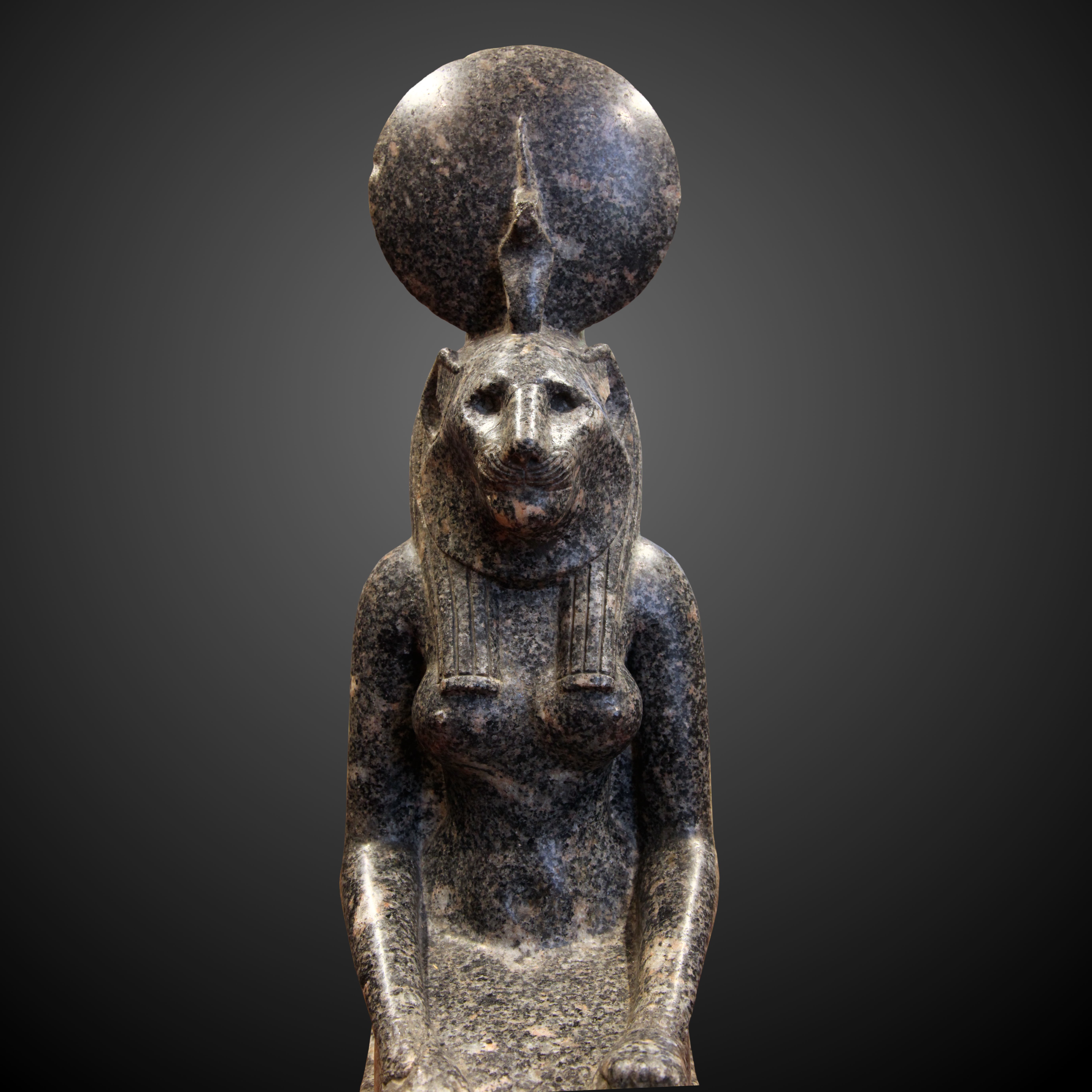
托勒密王朝時期的烏涅特雕像，被描繪成一位擁有獅子頭的女神。此雕像目前由羅浮宮收藏。

烏涅特（英語：Unut，或拚為Wenut與Wenet），是埃及神話中的一位蛇女神。
烏涅特最初的形象是蛇，她被稱呼為「疾速者」（英語：The swift one），之後她的形象開始被描繪成擁有「女人的身體」與「野兔的頭」。對於烏涅特的崇拜源自上埃及的第十五個諾姆——野兔諾姆（埃及語：Wenet），她在當地首府赫爾莫波利斯（埃及語：Wenu）與智慧之神托特一同被供奉著。但隨著時代演變，對於烏涅特女神的信仰逐漸被荷魯斯以及更之後的拉的信仰所吸收。
烏涅特很少出現在神話故事當中，也很難得見到以她為主題的藝術品，至今考古學家僅發現過一座她的雕像。在悠久的古埃及歷史中，僅有一位法老（第五王朝的烏尼斯）在王名中使用過烏涅特的名字。
烏涅特的男性伴侶是「烏涅努」（英語：Wenenu），有時被視為是歐西里斯或拉的化身。
她的名字可以用五種不同的象形文字來表示。